# Francisco de Ulloa

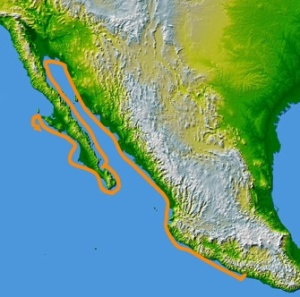
Ruta del viatge de Francisco d'Ulloa en 1539 per la costa occidental de Mèxic, des de Acapulco Mèxic

Francisco de Ulloa (? - desaparegut a la costa del Pacífic d'Amèrica del Nord el 1540) va ser un navegant espanyol que va explorar la costa occidental de l'actual Mèxic per comissió d'Hernán Cortés.
S'ignora la data i lloc del seu naixement, tot i que és segur que era espanyol. Se sap que va acompanyar Hernán Cortés en el tercer viatge d'exploració de la Mar del Sud (oceà Pacífic), viatge en el qual Cortés va tractar d'establir una colònia a la badia de La Paz, que va anomenar Bahía de la Santa Cruz. En retirar-se Cortés cap a Nova Espanya el va deixar a càrrec de l'assentament, càrrec que va ostentar fins que el virrei Antonio de Mendoza y Pacheco va ordenar que s'abandonés la colònia i tornessin els colons a Nova Espanya.

## Exploració del golf de Califòrnia
Francisco de Ulloa va ser el primer europeu a explorar tot el golf de Califòrnia, recorrent ambdós litorals del golf el 1539.
Hernán Cortés, que ja havia patrocinat tres viatges fracassats d'exploració de la Mar del Sud, va decidir enviar un quart viatge d'exploració sota el comandament de Francisco de Ulloa el 1539. L'expedició va salpar del port d'Acapulco el 8 de juliol a bord dels vaixells Santo Tomás, Santa Águeda i Trinidad. A l'alçada de les illes Marías es van veure obligats a abandonar el vaixell Santo Tomás, continuant el viatge d'exploració en els dos vaixells restants.
Van arribar al golf de Califòrnia i van visitar en el viatge d'anada i tornada l'abandonada població de la Santa Cruz, coneguda actualment com a La Paz. Van arribar a l'extrem nord del golf el 28 de setembre, en el que es coneix actualment com a desembocadura del riu Colorado i van anomenar la boca del riu «Ancón de Sant Andrés».
Després d'haver desembarcat i pres possessió de les terres de l'extrem Nord de la Mar Bermeja (golf de Califòrnia), nom que li van donar per la coloració vermellosa de les aigües que es tenyien amb les aigües procedents del riu Colorado, van iniciar el retorn cap al poblat de la Santa Cruz, doblant el cap san Lucas i entrant a l'oceà Pacífic. Per l'actual badia Magdalena va passar el 5 de desembre sense entrar-hi per estar ferit Ulloa, degut a una escaramussa que havia tingut amb els nadius.
L'abril de 1540 va decidir fer tornar Santa Águeda cap a Nova Espanya, mentre ell seguia amb l'exploració a bord de la Trinidad amb les poques provisions i homes que li quedaven. Mai més es va saber res de Francisco d'Ulloa ni dels seus companys.

## El seu llegat
Francisco de Ulloa va ser el primer europeu que va recórrer les costes dels avui estats mexicans de la Baixa Califòrnia i Sonora, així com l'Alt golf de Califòrnia fins a arribar al delta o desembocadura del riu Colorado, al qual van nomenar Ancón de San Andrés. Va doblar el cap San Lucas i va recórrer el litoral de l'oceà Pacífic fins a arribar a l'illa Cedros, a l'actual Baixa Califòrnia, sent el primer europeu a arribar-hi.
Va ser Ulloa qui, en recórrer l'Alt golf de Califòrnia, va establir correctament que la península de Baixa Califòrnia no era una illa, com s'havia cregut equivocadament des del primer descobriment d'aquestes terres per Fortún Jiménez i Hernán Cortés. Ulloa va arribar a la conclusió que el golf de Califòrnia era el punt més austral d'un estret que suposadament connectaria el Pacífic i el golf de Sant Llorenç. El seu viatge va perpetuar la noció de l'illa de Califòrnia i va veure el començament de la recerca d'aquest suposat estret d'Anian. L'estret probablement va prendre el seu nom d'Ania, una província xinesa esmentada en una edició de 1559 del llibre de Marco Polo, que apareix per primera vegada en un mapa publicat pel cartògraf italià Giacomo Gastaldi al voltant de 1562. Cinc anys més tard, Bolognini Zaltieri va publicar un mapa que mostrava un estret i tortuós estret d'Anian que separava Àsia d'Amèrica. L'estret va créixer en la imaginació europea com una via marítima fàcil que uniria Europa amb la residència de Jaghan (el Gran Khan) a Catai (Xina nord). Originalment va ser emplaçat aproximadament a la latitud de l'actual San Diego (Califòrnia).